# Чернянка (приток Меглинки)
Чернянка (Чёрная) — река в России, протекает по Мошенскому и Пестовскому районам Новгородской области. Река вытекает из озера Щегрино и примерно через 2 километра впадает в озеро Чёрное. Ниже река протекает через озеро Столбское. На участке между озёрами Чёрное и Столбское река называется Чёрная. Устье Чернянки находится в 47 км по левому берегу реки Меглинка у деревни Устюцкое. Длина реки составляет 26 км, площадь водосборного бассейна — 221 км².

## Данные водного реестра
По данным государственного водного реестра России относится к Верхневолжскому бассейновому округу, водохозяйственный участок реки — Молога от истока и до устья, речной подбассейн реки — Реки бассейна Рыбинского водохранилища. Речной бассейн реки — (Верхняя) Волга до Куйбышевского водохранилища (без бассейна Оки).
Код объекта в государственном водном реестре — 08010200112110000006306.